# Llista de cançons del Guitar Hero 5
Repertori complet de la banda sonora que inclou el videojoc musical Guitar Hero 5, cinquè títol principal de la saga Guitar Hero. Desenvolupar l'empresa Neversoft amb la col·laboració de Vicarious Visions i Budcat Creations, i distribuït per Activision i RedOctane, es tracta d'un videojoc musical on un màxim de quatre jugadors poden simular que toquen els instruments (micròfon, guitarra, baix i bateria) d'un grup de rock amb qualsevol combinació entre ells. El seu llançament es va produir l'1 de setembre de 2009 als Estats Units. El videojoc està disponible per les consoles PlayStation 2, PlayStation 3, Xbox 360 i Wii. És el primer videojoc de la saga que permet reutilitzar cançons d'edicions anteriors. La majoria de contingut descarregable del Guitar Hero World Tour es pot utilitzar en el Guitar Hero 5 mitjançant un petit cànon a causa del traspàs de les llicències de les cançons.

## Repertori principal
La banda sonora està formada per un total de 85 cançons de 83 músics o grups, dels quals 30 debuten en un videojoc musical.
Totes les cançons són gravacions originals o actuacions en directe. Els desenvolupadors van indicar que la banda sonora era diversificada i "fresca", ja que una quarta part de les cançons són del darrer any i mig, i la meitat són de l'última dècada.
En les versions anteriors, les cançons i els escenaris es desbloquejaven un cop superat l'anterior, en canvi, en aquesta versió, totes les cançons estan disponibles des de l'inici per tots els modes de joc. Això permet que els jugador puguin escollir les cançons desitjades des de l'inici i poden evitar encallar-se en alguna cançó que no poden superar.
Un total de 69 cançons es podien importar als Band Hero i Guitar Hero: Warriors of Rock mitjançant el pagament d'una petita quota.
| Any  | Títol                                   | Artista                           | Escenari               | Exportable |
| ---- | --------------------------------------- | --------------------------------- | ---------------------- | ---------- |
| 1997 | "Song 2"                                | Blur                              | 1. The 13th Rail       |            |
| 2008 | "They Say"                              | Scars on Broadway                 | 1. The 13th Rail       | 1          |
| 2008 | "Gamma Ray"                             | Beck Hansen                       | 1. The 13th Rail       | 1          |
| 2002 | "In My Place"                           | Coldplay                          | 1. The 13th Rail       | 1          |
| 2005 | "Feel Good Inc."                        | Gorillaz                          | 1. The 13th Rail       |            |
| 1967 | "All Along the Watchtower"              | Bob Dylan                         | 1. The 13th Rail       |            |
| 1968 | "Sympathy for the Devil"                | The Rolling Stones                | 1. The 13th Rail       | 1          |
| 2006 | "Steady, As She Goes"                   | The Raconteurs                    | 2. Club Boson          | 1          |
| 2008 | "Blue Day"                              | Darker My Love                    | 2. Club Boson          | 1          |
| 1992 | "Gratitude"                             | Beastie Boys                      | 2. Club Boson          | 1          |
| 2006 | "Sowing Season (Yeah)"                  | Brand New                         | 2. Club Boson          | 1          |
| 1995 | "Only Happy When It Rains"              | Garbage                           | 2. Club Boson          | 1          |
| 2005 | "Blue Orchid"                           | The White Stripes                 | 2. Club Boson          | 1          |
| 1982 | "Hurts So Good"                         | John Mellencamp                   | 2. Club Boson          | 1          |
| 1976 | "Play That Funky Music"                 | Wild Cherry                       | 3. Sideshow            |            |
| 1975 | "Fame"                                  | David Bowie                       | 3. Sideshow            |            |
| 2000 | "Ex-Girlfriend"                         | No Doubt                          | 3. Sideshow            | 1          |
| 2007 | "Cigarettes, Wedding Bands"             | Band of Horses                    | 3. Sideshow            | 1          |
| 1999 | "Woman From Tokyo" ('99 Remix)          | Deep Purple                       | 3. Sideshow            | 1          |
| 1982 | "Under Pressure"                        | Queen i David Bowie               | 3. Sideshow            |            |
| 2008 | "Sex on Fire"                           | Kings of Leon                     | 3. Sideshow            |            |
| 2000 | "Kryptonite"                            | 3 Doors Down                      | 4. Angel's Crypt       | 1          |
| 2008 | "Send a Little Love Token"              | The Duke Spirit                   | 4. Angel's Crypt       | 1          |
| 2008 | "Mirror People"                         | Love and Rockets                  | 4. Angel's Crypt       | 1          |
| 1994 | "Comedown"                              | Bush                              | 4. Angel's Crypt       | 1          |
| 2008 | "Never Miss a Beat"                     | Kaiser Chiefs                     | 4. Angel's Crypt       | 1          |
| 1982 | "Dancing with Myself"                   | Billy Idol                        | 4. Angel's Crypt       |            |
| 2007 | "Shout It Out Loud"                     | Kiss                              | 4. Angel's Crypt       | 1          |
| 1986 | "You Give Love a Bad Name"              | Bon Jovi                          | 5. O'Connell's Corner  | 1          |
| 1996 | "In the Meantime"                       | Spacehog                          | 5. O'Connell's Corner  | 1          |
| 2008 | "You and Me"                            | Attack! Attack!                   | 5. O'Connell's Corner  | 1          |
| 2000 | "L.A."                                  | Elliott Smith                     | 5. O'Connell's Corner  | 1          |
| 2007 | "Make It Wit Chu"                       | Queens of the Stone Age           | 5. O'Connell's Corner  | 1          |
| 2001 | "Plug In Baby"                          | Muse                              | 5. O'Connell's Corner  |            |
| 1972 | "Superstition"                          | Stevie Wonder                     | 5. O'Connell's Corner  | 1          |
| 1978 | "Sultans of Swing"                      | Dire Straits                      | 5. O'Connell's Corner  | 1          |
| 1996 | "Why Bother?"                           | Weezer                            | 6. The Aqueduct        |            |
| 1976 | "Jailbreak"                             | Thin Lizzy                        | 6. The Aqueduct        | 1          |
| 2001 | "The Rock Show"                         | Blink-182                         | 6. The Aqueduct        | 1          |
| 2001 | "Bleed American"                        | Jimmy Eat World                   | 6. The Aqueduct        | 1          |
| 1982 | "Hungry Like the Wolf"                  | Duran Duran                       | 6. The Aqueduct        | 1          |
| 1983 | "Looks That Kill"                       | Mötley Crüe                       | 6. The Aqueduct        | 1          |
| 1981 | "Lonely Is the Night"                   | Billy Squier                      | 7. Guitarhenge         | 1          |
| 2008 | "Wannabe in L.A."                       | Eagles of Death Metal             | 7. Guitarhenge         | 1          |
| 1992 | "Nearly Lost You"                       | Screaming Trees                   | 7. Guitarhenge         |            |
| 1991 | "Smells Like Teen Spirit"               | Nirvana                           | 7. Guitarhenge         | 1          |
| 1992 | "Lithium" (Directe)                     | Nirvana                           | 7. Guitarhenge         | 1          |
| 2006 | "All the Pretty Faces"                  | The Killers                       | 7. Guitarhenge         | 1          |
| 1973 | "20th Century Boy"                      | T.Rex                             | 8. Neon Oasis          | 1          |
| 1996 | "What I Got"                            | Sublime                           | 8. Neon Oasis          | 1          |
| 2008 | "A-Punk"                                | Vampire Weekend                   | 8. Neon Oasis          | 1          |
| 1994 | "Seven"                                 | Sunny Day Real Estate             | 8. Neon Oasis          | 1          |
| 2009 | "Bring the Noise 20XX"                  | Public Enemy featuring Zakk Wylde | 8. Neon Oasis          | 1          |
| 1997 | "Du Hast"                               | Rammstein                         | 8. Neon Oasis          |            |
| 1987 | "Ring of Fire"                          | Johnny Cash                       | 9. Electric Honky Tonk | 1          |
| 1995 | "Disconnected"                          | Face to Face                      | 9. Electric Honky Tonk | 1          |
| 1995 | "Bullet with Butterfly Wings"           | The Smashing Pumpkins             | 9. Electric Honky Tonk | 1          |
| 2003 | "One Big Holiday"                       | My Morning Jacket                 | 9. Electric Honky Tonk | 1          |
| 1973 | "We're an American Band"                | Grand Funk Railroad               | 9. Electric Honky Tonk | 1          |
| 2006 | "Incinerate"                            | Sonic Youth                       | 10. Calavera Square    |            |
| 2008 | "Maiden, Mother & Crone"                | The Sword                         | 10. Calavera Square    | 1          |
| 2006 | "Wolf Like Me"                          | TV on the Radio                   | 10. Calavera Square    | 1          |
| 1978 | "So Lonely"                             | The Police                        | 10. Calavera Square    | 1          |
| 1993 | "No One to Depend On" (Directe)         | Santana                           | 10. Calavera Square    | 1          |
| 1989 | "Runnin' Down a Dream"                  | Tom Petty                         | 10. Calavera Square    |            |
| 1973 | "Saturday Night's Alright for Fighting" | Elton John                        | 11. Cairo Bazaar       | 1          |
| 1998 | "Younk Funk"                            | The Derek Trucks Band             | 11. Cairo Bazaar       | 1          |
| 2008 | "Sneak Out"                             | Rose Hill Drive                   | 11. Cairo Bazaar       | 1          |
| 2006 | "Streamline Woman"                      | Gov't Mule                        | 11. Cairo Bazaar       | 1          |
| 2009 | "Back Round"                            | Wolfmother                        | 11. Cairo Bazaar       | 1          |
| 2009 | "Medicate"                              | AFI                               | 11. Cairo Bazaar       | 1          |
| 2008 | "Six Days a Week"                       | The Bronx                         | 12. The Golden Gate    | 1          |
| 1976 | "American Girl"                         | Tom Petty and the Heartbreakers   | 12. The Golden Gate    |            |
| 2000 | "Judith"                                | A Perfect Circle                  | 12. The Golden Gate    | 1          |
| 2002 | "Deadbolt"                              | Thrice                            | 12. The Golden Gate    | 1          |
| 2007 | "Brianstorm"                            | Arctic Monkeys                    | 12. The Golden Gate    | 1          |
| 1984 | "2 Minutes to Midnight"                 | Iron Maiden                       | 12. The Golden Gate    |            |
| 1993 | "Lust for Life" (Directe)               | Iggy Pop                          | 13. Fjord of Swords    | 1          |
| 1992 | "Sweating Bullets"                      | Megadeth                          | 13. Fjord of Swords    | 1          |
| 1976 | "Do You Feel Like We Do?" (Directe)     | Peter Frampton                    | 13. Fjord of Swords    | 1          |
| 2007 | "Demon(s)"                              | Darkest Hour                      | 13. Fjord of Swords    | 1          |
| 2008 | "Scatterbrain" (Directe)                | Jeff Beck                         | 13. Fjord of Swords    | 1          |
| 2008 | "Done with Everything, Die for Nothing" | Children of Bodom                 | 13. Fjord of Swords    | 1          |
| 1980 | "The Spirit of Radio" (Directe)         | Rush                              | 13. Fjord of Swords    | 1          |
| 1969 | "21st Century Schizoid Man"             | King Crimson                      | 14. Hypersphere        | 1          |

## Material importable
Fins a la data de llançament del videojoc, un total de 56 cançons (35 del World Tour i 21 del Greatest Hits) es poden importar al Guitar Hero 5 mitjançant el pagament d'una petita quantitat (aproximadament 0,1$ per cançó) a causa del drets de llicència. Les cançons importades són tractades pel joc com si fossin descarregades. El procés de transferència requereix la introducció d'un codi des del World Tour o el Greatest Hits que permet tornar a descarregar de les cançons en packs (Xbox 360 i PlayStation 3) o individualment (Wii).

## Material descarregable
El Guitar Hero 5 admet la majoria de les cançons descarregables pel Guitar Hero World Tour, concretament 152 de les 158. Aquestes cançons s'actualitzen automàticament amb les noves característiques implementades en la nova versió del joc. El 7 de setembre de 2010 es va llançar el darrer pack descarregable pel Guitar Hero 5 perquè al final de mes estava prevista la publicació del seu successor, Guitar Hero: Warriors of Rock.
| Any  | Títol                                          | Artista                         | Títol pack                              | Data llançament        |
| ---- | ---------------------------------------------- | ------------------------------- | --------------------------------------- | ---------------------- |
| 1969 | "Prodigal Son" (Directe)                       | The Rolling Stones              | The Rolling Stones Live Track Pack      | 3 de setembre de 2009  |
| 1969 | "You Gotta Move" (Directe)                     | The Rolling Stones              | The Rolling Stones Live Track Pack      | 3 de setembre de 2009  |
| 1969 | "Under My Thumb" (Directe)                     | The Rolling Stones              | The Rolling Stones Live Track Pack      | 3 de setembre de 2009  |
| 1969 | "I'm Free" (Directe)                           | The Rolling Stones              | The Rolling Stones Live Track Pack      | 3 de setembre de 2009  |
| 1969 | "(I Can't Get No) Satisfaction" (Directe)      | The Rolling Stones              | The Rolling Stones Live Track Pack      | 3 de setembre de 2009  |
| 2009 | "100 Little Curses"                            | Street Sweeper Social Club      | Street Sweeper Social Club Track Pack   | 10 de setembre de 2009 |
| 2009 | "Fight! Smash! Win!"                           | Street Sweeper Social Club      | Street Sweeper Social Club Track Pack   | 10 de setembre de 2009 |
| 2009 | "Somewhere in the World It's Midnight"         | Street Sweeper Social Club      | Street Sweeper Social Club Track Pack   | 10 de setembre de 2009 |
| 2009 | "Beautiful Thieves"                            | AFI                             | AFI Track Pack                          | 17 de setembre de 2009 |
| 2003 | "Girl's Not Grey"                              | AFI                             | AFI Track Pack                          | 17 de setembre de 2009 |
| 2006 | "The Missing Frame"                            | AFI                             | AFI Track Pack                          | 17 de setembre de 2009 |
| 2005 | "Munich"                                       | Editors                         | Indie Rock Track Pack                   | 24 de setembre de 2009 |
| 2008 | "The Geeks Were Right"                         | The Faint                       | Indie Rock Track Pack                   | 24 de setembre de 2009 |
| 2009 | "Dull Life"                                    | Yeah Yeah Yeahs                 | Indie Rock Track Pack                   | 24 de setembre de 2009 |
| 1998 | "Mexicola"                                     | Queens of the Stone Age         | Queens of the Stone Age Track Pack      | 1 d'octubre de 2009    |
| 1998 | "Avon"                                         | Queens of the Stone Age         | Queens of the Stone Age Track Pack      | 1 d'octubre de 2009    |
| 1998 | "How to Handle a Rope"                         | Queens of the Stone Age         | Queens of the Stone Age Track Pack      | 1 d'octubre de 2009    |
| 1981 | "The Stroke"                                   | Billy Squier                    | Billy Squier Track Pack                 | 8 d'octubre de 2009    |
| 1982 | "Everybody Wants You"                          | Billy Squier                    | Billy Squier Track Pack                 | 8 d'octubre de 2009    |
| 2009 | "When She Comes to Me"                         | Billy Squier                    | Billy Squier Track Pack                 | 8 d'octubre de 2009    |
| 2009 | "Pilgrim"                                      | Wolfmother                      | Wolfmother Track Pack                   | 15 d'octubre de 2009   |
| 2009 | "California Queen"                             | Wolfmother                      | Wolfmother Track Pack                   | 15 d'octubre de 2009   |
| 2009 | "Cosmic Egg"                                   | Wolfmother                      | Wolfmother Track Pack                   | 15 d'octubre de 2009   |
| 1981 | "Freeze Frame"                                 | The J. Geils Band               | Classic Rock 2 Track Pack               | 22 d'octubre de 2009   |
| 1975 | "Show Me the Way" (Directe)                    | Peter Frampton                  | Classic Rock 2 Track Pack               | 22 d'octubre de 2009   |
| 1979 | "Lay It on the Line"                           | Triumph                         | Classic Rock 2 Track Pack               | 22 d'octubre de 2009   |
| 1992 | "Gor-Gor"                                      | GWAR                            | All Hallows' Eve Track Pack             | 29 d'octubre de 2009   |
| 1996 | "The Beautiful People"                         | Marilyn Manson                  | All Hallows' Eve Track Pack             | 29 d'octubre de 2009   |
| 1982 | "Astro Zombies"                                | The Misfits                     | All Hallows' Eve Track Pack             | 29 d'octubre de 2009   |
| 1998 | "Fly Away"                                     | Lenny Kravitz                   | Lenny Kravitz Track Pack                | 12 de novembre de 2009 |
| 2004 | "Lady"                                         | Lenny Kravitz                   | Lenny Kravitz Track Pack                | 12 de novembre de 2009 |
| 1989 | "Let Love Rule"                                | Lenny Kravitz                   | Lenny Kravitz Track Pack                | 12 de novembre de 2009 |
| 1979 | "I Was Made for Lovin' You"                    | Kiss                            | Kiss Track Pack                         | 19 de novembre de 2009 |
| 1983 | "Lick It Up"                                   | Kiss                            | Kiss Track Pack                         | 19 de novembre de 2009 |
| 2009 | "Modern Day Delilah"                           | Kiss                            | Kiss Track Pack                         | 19 de novembre de 2009 |
| 2006 | "Lemon Frosting"ab                             | Bunny Knutson                   | Neversoft Thanks the Fans Track Pack    | 24 de novembre de 2009 |
| 2009 | "RockNRola"ab                                  | Nancy Fullforce                 | Neversoft Thanks the Fans Track Pack    | 24 de novembre de 2009 |
| 2009 | "From the Blue/Point of No Return/T.T.R.T.S"ab | An Endless Sporadic             | Neversoft Thanks the Fans Track Pack    | 24 de novembre de 2009 |
| 2009 | "Love Holds It Down"ab                         | Dom Liberati                    | Neversoft Thanks the Fans Track Pack    | 24 de novembre de 2009 |
| 2009 | "You Really Like Me"ab                         | Davidicus                       | Neversoft Thanks the Fans Track Pack    | 24 de novembre de 2009 |
| 2009 | "Guilty Pleasures"ab                           | Tony Solis                      | Neversoft Thanks the Fans Track Pack    | 24 de novembre de 2009 |
| 2009 | "Panic Attack"                                 | The Fall of Troy                | The Fall of Troy Track Pack             | 3 de desembre de 2009  |
| 2009 | "A Classic Case of Transference"               | The Fall of Troy                | The Fall of Troy Track Pack             | 3 de desembre de 2009  |
| 2009 | "Single"                                       | The Fall of Troy                | The Fall of Troy Track Pack             | 3 de desembre de 2009  |
| 2009 | "All the Right Moves"                          | OneRepublic                     | OneRepublic Track Pack                  | 10 de desembre de 2009 |
| 2009 | "Everybody Loves Me"                           | OneRepublic                     | OneRepublic Track Pack                  | 10 de desembre de 2009 |
| 2007 | "Mercy"                                        | OneRepublic                     | OneRepublic Track Pack                  | 10 de desembre de 2009 |
| 2003 | "Hi-Speed Soul"                                | Nada Surf                       | Indie Rock Track Pack                   | 17 de desembre de 2009 |
| 1994 | "Cut Your Hair"                                | Pavement                        | Indie Rock Track Pack                   | 17 de desembre de 2009 |
| 2005 | "Sister Jack"                                  | Spoon                           | Indie Rock Track Pack                   | 17 de desembre de 2009 |
| 2008 | "Hark the Herald Angels Sing"ab                | Steve Ouimette                  | Senzill                                 | 22 de desembre de 2009 |
| 2006 | "Our Song"c                                    | Taylor Swift                    | Celebrity New Years Rock Track Pack     | 22 de desembre de 2009 |
| 2002 | "Harder to Breathe"c                           | Maroon 5                        | Celebrity New Years Rock Track Pack     | 22 de desembre de 2009 |
| 2000 | "New"c                                         | No Doubt                        | Celebrity New Years Rock Track Pack     | 22 de desembre de 2009 |
| 2009 | "Lonesome Road Blues"                          | Joe Bonamassa                   | New Blues Masters Track Pack            | 7 gener de 2010        |
| 2009 | "Who I Am"                                     | Tyler Bryant                    | New Blues Masters Track Pack            | 7 gener de 2010        |
| 2009 | "Broken Man"                                   | Scott McKeon                    | New Blues Masters Track Pack            | 7 gener de 2010        |
| 2010 | "Holiday"                                      | Vampire Weekend                 | Vampire Weekend Track Pack              | 14 gener de 2010       |
| 2008 | "The Kids Don't Stand a Chance"                | Vampire Weekend                 | Vampire Weekend Track Pack              | 14 gener de 2010       |
| 2010 | "Cousins"                                      | Vampire Weekend                 | Vampire Weekend Track Pack              | 14 gener de 2010       |
| 2009 | "Laser Cannon Deth Sentence"                   | Dethklok                        | Metal Track Pack                        | 21 gener de 2010       |
| 2009 | "Still I Rise"                                 | Shadows Fall                    | Metal Track Pack                        | 21 gener de 2010       |
| 2009 | "Twilight of the Thunder God"                  | Amon Amarth                     | Metal Track Pack                        | 21 gener de 2010       |
| 1970 | "Travelin' Band"                               | Creedence Clearwater Revival    | Creedence Clearwater Revival Track Pack | 28 gener de 2010       |
| 1969 | "Bad Moon Rising"                              | Creedence Clearwater Revival    | Creedence Clearwater Revival Track Pack | 28 gener de 2010       |
| 1969 | "Proud Mary"                                   | Creedence Clearwater Revival    | Creedence Clearwater Revival Track Pack | 28 gener de 2010       |
| 2005 | "Attack"                                       | 30 Seconds to Mars              | 30 Seconds to Mars Track Pack           | 4 de febrer de 2010    |
| 2005 | "From Yesterday"                               | 30 Seconds to Mars              | 30 Seconds to Mars Track Pack           | 4 de febrer de 2010    |
| 2009 | "Kings and Queens"                             | 30 Seconds to Mars              | 30 Seconds to Mars Track Pack           | 4 de febrer de 2010    |
| 2004 | "Sooner or Later"                              | Breaking Benjamin               | Breaking Benjamin Track Pack            | 11 de febrer de 2010   |
| 2006 | "Until the End"                                | Breaking Benjamin               | Breaking Benjamin Track Pack            | 11 de febrer de 2010   |
| 2009 | "Give Me a Sign"                               | Breaking Benjamin               | Breaking Benjamin Track Pack            | 11 de febrer de 2010   |
| 2009 | "Can You Take Me"                              | Third Eye Blind                 | Third Eye Blind Track Pack              | 25 de febrer de 2010   |
| 1997 | "Losing a Whole Year"                          | Third Eye Blind                 | Third Eye Blind Track Pack              | 25 de febrer de 2010   |
| 1999 | "Never Let You Go"                             | Third Eye Blind                 | Third Eye Blind Track Pack              | 25 de febrer de 2010   |
| 2001 | "First Date"                                   | Blink-182                       | Blink-182 Track Pack                    | 4 de març de 2010      |
| 1999 | "All the Small Things"                         | Blink-182                       | Blink-182 Track Pack                    | 4 de març de 2010      |
| 1999 | "Adam's Song"                                  | Blink-182                       | Blink-182 Track Pack                    | 4 de març de 2010      |
| 2005 | "Here It Goes Again"                           | OK Go                           | OK Go Track Pack                        | 11 de març de 2010     |
| 2005 | "Do What You Want"                             | OK Go                           | OK Go Track Pack                        | 11 de març de 2010     |
| 2002 | "Get Over It"                                  | OK Go                           | OK Go Track Pack                        | 11 de març de 2010     |
| 2008 | "Requiem for a Dying Song"                     | Flogging Molly                  | Flogging Molly Track Pack               | 18 de març de 2010     |
| 2008 | "(No More) Paddy's Lament"                     | Flogging Molly                  | Flogging Molly Track Pack               | 18 de març de 2010     |
| 2004 | "The Seven Deadly Sins"                        | Flogging Molly                  | Flogging Molly Track Pack               | 18 de març de 2010     |
| 1987 | "Girls, Girls, Girls"                          | Mötley Crüe                     | 80's Track Pack                         | 25 de març de 2010     |
| 1981 | "We Got the Beat"                              | The Go-Go's                     | 80's Track Pack                         | 25 de març de 2010     |
| 1983 | "Sister Christian"                             | Night Ranger                    | 80's Track Pack                         | 25 de març de 2010     |
| 1973 | "Free Bird"                                    | Lynyrd Skynyrd                  | Lynyrd Skynyrd Track Pack               | 1 d'abril de 2010      |
| 1973 | "Simple Man"                                   | Lynyrd Skynyrd                  | Lynyrd Skynyrd Track Pack               | 1 d'abril de 2010      |
| 1973 | "Gimme Three Steps"                            | Lynyrd Skynyrd                  | Lynyrd Skynyrd Track Pack               | 1 d'abril de 2010      |
| 2007 | "Thnks fr th Mmrs"                             | Fall Out Boy                    | Fall Out Boy Track Pack                 | 8 d'abril de 2010      |
| 2007 | "This Ain't a Scene, It's an Arms Race"        | Fall Out Boy                    | Fall Out Boy Track Pack                 | 8 d'abril de 2010      |
| 2007 | "The Take Over, the Breaks Over"               | Fall Out Boy                    | Fall Out Boy Track Pack                 | 8 d'abril de 2010      |
| 2008 | "Gives You Hell"                               | The All-American Rejects        | Mixed Singles 1                         | 15 d'abril de 2010     |
| 1991 | "There's No Other Way"                         | Blur                            | Mixed Singles 1                         | 15 d'abril de 2010     |
| 2008 | "Addicted"                                     | Saving Abel                     | Mixed Singles 1                         | 15 d'abril de 2010     |
| 2005 | "Everything Is Everything"                     | Phoenix                         | Phoenix Track Pack                      | 22 d'abril de 2010     |
| 2009 | "1901"                                         | Phoenix                         | Phoenix Track Pack                      | 22 d'abril de 2010     |
| 2009 | "Lisztomania"                                  | Phoenix                         | Phoenix Track Pack                      | 22 d'abril de 2010     |
| 1971 | "After Forever"                                | Black Sabbath                   | Black Sabbath Track Pack                | 29 d'abril de 2010     |
| 1971 | "Into the Void"                                | Black Sabbath                   | Black Sabbath Track Pack                | 29 d'abril de 2010     |
| 1971 | "Sweet Leaf"                                   | Black Sabbath                   | Black Sabbath Track Pack                | 29 d'abril de 2010     |
| 1981 | "Juke Box Hero"                                | Foreigner                       | Classic Rock 3 Track Pack               | 6 de maig de 2010      |
| 1976 | "Sweet Home Alabama" (Directe)                 | Lynyrd Skynyrd                  | Classic Rock 3 Track Pack               | 6 de maig de 2010      |
| 1976 | "Take the Money and Run"                       | Steve Miller Band               | Classic Rock 3 Track Pack               | 6 de maig de 2010      |
| 2010 | "Face Down"                                    | Alpha Rev                       | Alternative Pop 1 Track Pack            | 11 de maig de 2010     |
| 2009 | "Low Day"                                      | Capra                           | Alternative Pop 1 Track Pack            | 11 de maig de 2010     |
| 2006 | "You're All I Have"                            | Snow Patrol                     | Alternative Pop 1 Track Pack            | 11 de maig de 2010     |
| 1993 | "Livin' on the Edge"                           | Aerosmith                       | Aerosmith Track Pack                    | 18 de maig de 2010     |
| 1989 | "Love in an Elevator"                          | Aerosmith                       | Aerosmith Track Pack                    | 18 de maig de 2010     |
| 1987 | "Rag Doll"                                     | Aerosmith                       | Aerosmith Track Pack                    | 18 de maig de 2010     |
| 2008 | "7 Things"                                     | Miley Cyrus                     | Band Hero 1 Track Pack                  | 18 de maig de 2010     |
| 2009 | "Here We Go Again"                             | Demi Lovato                     | Band Hero 1 Track Pack                  | 18 de maig de 2010     |
| 2009 | "Falling Down"                                 | Selena Gomez & the Scene        | Band Hero 1 Track Pack                  | 18 de maig de 2010     |
| 2010 | "Between the Lines"                            | Stone Temple Pilots             | Stone Temple Pilots Track Pack          | 1 de juny de 2010      |
| 1993 | "Plush"                                        | Stone Temple Pilots             | Stone Temple Pilots Track Pack          | 1 de juny de 2010      |
| 1992 | "Sex Type Thing"                               | Stone Temple Pilots             | Stone Temple Pilots Track Pack          | 1 de juny de 2010      |
| 2010 | "God Save the Queen" (GH Version)ab            | Steve Ouimette                  | National Anthem Track Pack              | 8 de juny de 2010      |
| 2010 | "Il Canto degli Italiani" (GH Version)ab       | Steve Ouimette                  | National Anthem Track Pack              | 8 de juny de 2010      |
| 2010 | "La Marseillaise" (GH Version)ab               | Steve Ouimette                  | National Anthem Track Pack              | 8 de juny de 2010      |
| 2010 | "Lied der Deutschen" (GH Version)ab            | Steve Ouimette                  | National Anthem Track Pack              | 8 de juny de 2010      |
| 2010 | "Marcha Real" (GH Version)ab                   | Steve Ouimette                  | National Anthem Track Pack              | 8 de juny de 2010      |
| 2010 | "The Star-Spangled Banner" (GH Version)ab      | Steve Ouimette                  | National Anthem Track Pack              | 8 de juny de 2010      |
| 1971 | "I'm Eighteen"                                 | Alice Cooper                    | Alice Cooper Track Pack                 | 15 de juny de 2010     |
| 1972 | "School's Out"                                 | Alice Cooper                    | Alice Cooper Track Pack                 | 15 de juny de 2010     |
| 1975 | "Welcome to My Nightmare"                      | Alice Cooper                    | Alice Cooper Track Pack                 | 15 de juny de 2010     |
| 2007 | "Dear Maria, Count Me In"                      | All Time Low                    | All Time Low Track Pack                 | 22 de juny de 2010     |
| 2009 | "Weightless"                                   | All Time Low                    | All Time Low Track Pack                 | 22 de juny de 2010     |
| 2010 | "Damned If I Do Ya" (Directe)                  | All Time Low                    | All Time Low Track Pack                 | 22 de juny de 2010     |
| 2009 | "Fireflies"                                    | Owl City                        | Pop 1 Track Pack                        | 29 de juny de 2010     |
| 2008 | "Just Dance"                                   | Lady Gaga (Feat. Colby O'Donis) | Pop 1 Track Pack                        | 29 de juny de 2010     |
| 2002 | "This Love"                                    | Maroon 5                        | Pop 1 Track Pack                        | 29 de juny de 2010     |
| 1980 | "Crazy Little Thing Called Love"               | Queen                           | Queen 2 Track Pack                      | 6 de juliol de 2010    |
| 1974 | "Killer Queen"                                 | Queen                           | Queen 2 Track Pack                      | 6 de juliol de 2010    |
| 1976 | "Somebody to Love"                             | Queen                           | Queen 2 Track Pack                      | 6 de juliol de 2010    |
| 2007 | "Afterlife"                                    | Avenged Sevenfold               | Avenged Sevenfold Track Pack            | 13 de juliol de 2010   |
| 2007 | "Almost Easy"                                  | Avenged Sevenfold               | Avenged Sevenfold Track Pack            | 13 de juliol de 2010   |
| 2007 | "Scream"                                       | Avenged Sevenfold               | Avenged Sevenfold Track Pack            | 13 de juliol de 2010   |
| 2000 | "Down With The Sickness"                       | Disturbed                       | Disturbed Track Pack                    | 20 de juliol de 2010   |
| 2008 | "Indestructible"                               | Disturbed                       | Disturbed Track Pack                    | 20 de juliol de 2010   |
| 2005 | "Stricken"                                     | Disturbed                       | Disturbed Track Pack                    | 20 de juliol de 2010   |
| 2008 | "Devour"                                       | Shinedown                       | Shinedown Track Pack                    | 27 de juliol de 2010   |
| 2008 | "Second Chance"                                | Shinedown                       | Shinedown Track Pack                    | 27 de juliol de 2010   |
| 2008 | "Sound Of Madness"                             | Shinedown                       | Shinedown Track Pack                    | 27 de juliol de 2010   |
| 2002 | "The Taste of Ink"                             | The Used                        | The UsedTrack Pack                      | 3 d'agost de 2010      |
| 2007 | "The Bird and the Worm"                        | The Used                        | The UsedTrack Pack                      | 3 d'agost de 2010      |
| 2007 | "Pretty Handsome Awkward"                      | The Used                        | The UsedTrack Pack                      | 3 d'agost de 2010      |
| 2001 | "Fat Lip"                                      | Sum 41                          | Sum 41 Track Pack                       | 10 d'agost de 2010     |
| 2001 | "In Too Deep"                                  | Sum 41                          | Sum 41 Track Pack                       | 10 d'agost de 2010     |
| 2002 | "Still Waiting"                                | Sum 41                          | Sum 41 Track Pack                       | 10 d'agost de 2010     |
| 2005 | "Beverly Hills"                                | Weezer                          | Weezer Track Pack                       | 17 d'agost de 2010     |
| 2008 | "Pork and Beans"                               | Weezer                          | Weezer Track Pack                       | 17 d'agost de 2010     |
| 2001 | "Island in the Sun"                            | Weezer                          | Weezer Track Pack                       | 17 d'agost de 2010     |
| 1992 | "Symphony of Destruction"                      | Megadeth                        | Megadeth Track Pack                     | 24 d'agost de 2010     |
| 1990 | "Hangar 18"                                    | Megadeth                        | Megadeth Track Pack                     | 24 d'agost de 2010     |
| 1986 | "Peace Sells"                                  | Megadeth                        | Megadeth Track Pack                     | 24 d'agost de 2010     |
| 2000 | "Southtown"                                    | P.O.D.                          | P.O.D. Track Pack                       | 31 d'agost de 2010     |
| 2001 | "Youth of the Nation"                          | P.O.D.                          | P.O.D. Track Pack                       | 31 d'agost de 2010     |
| 2002 | "Boom"                                         | P.O.D.                          | P.O.D. Track Pack                       | 31 d'agost de 2010     |
| 2003 | "I Stand Alone"                                | Godsmack                        | Rock 1 Track Pack                       | 7 de setembre de 2010  |
| 2000 | "Last Resort"                                  | Papa Roach                      | Rock 1 Track Pack                       | 7 de setembre de 2010  |
| 1998 | "The Dope Show"                                | Marilyn Manson                  | Rock 1 Track Pack                       | 7 de setembre de 2010  |
| 1998 | "Blue Monday"                                  | Orgy                            | Rock 1 Track Pack                       | 7 de setembre de 2010  |
| 1999 | "Nookie"                                       | Limp Bizkit                     | Rock 1 Track Pack                       | 7 de setembre de 2010  |
| 1989 | "Epic"                                         | Faith No More                   | Rock 1 Track Pack                       | 7 de setembre de 2010  |